# 瑪麗德爾 (馬里蘭州)
瑪麗德爾（英語：Marydel）是一個位於美國馬里蘭州加羅林縣的市鎮。

## 人口
根據2020年美國人口普查的數據，瑪麗德爾的面積為0.31平方千米，皆為陸地。當地共有人口176人，而人口密度為每平方千米568人。